# 쉬위전
쉬위전(중국어 정체자: 許宇甄, 병음: Xû Yûzhēn, 한자음: 허우견, 1968년 10월 20일 ~ )은 타이완의 정치인이다. 2024년 비례대표의 입법위원으로 당선된다.